# アントニオ・デ・アロス・イ・デ・リウス

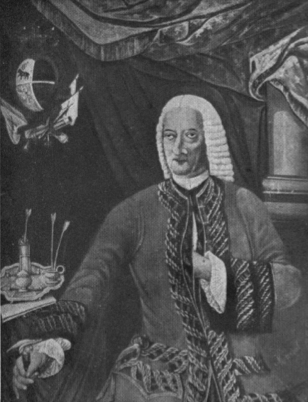
アントニオ・デ・アロス・イ・デ・リウス

アントニオ・デ・アロス・イ・デ・リウス（Antonio de Alós y de Rius, 1693年3月16日、バルセロナまたはモイヤ - 1780年8月4日、バルセロナ）は、スペインの貴族・軍人。アロス公爵、マジョルカ提督。

## 生涯
貴族の家系出身で、父はジョセップ・ダロス・イ・デ・フェレール、母はマリア・グラシア・デ・リウス・イ・デ・ファルゲラ。兄ホセ・フランシスコ・デ・アロス・イ・デ・リウスはプエルト・ヌエボ公爵、ベイベール子爵、バルセロナの統治者・アルカルデ・マヨール、王立の大審問院の聴訴官（オイドール）、カタルーニャ君主国の管理顧問。
アントニオ・デ・アロスはフェリペ5世・フェルナンド6世・カルロス3世の統治下で軍職に身を置き、1709年にバジョホの擲弾兵連隊に、ベルナリディーノ・マリモン副隊長の部下として入隊。スペイン継承戦争ではブルボン家側に参戦。1714年5月9日、スペイン王の擲弾兵連隊旗官に任命され、同年6月30日にルシタニアのドラゴネス軍隊長に就任する。1732年に擲弾兵軍隊中佐・少尉に昇任する。
1725年12月3日にバルセロナのサンタ・マリア・デル・マル教会にて、テレサ・ブル・サンプソ・モラ・イ・アレマニ・デスカリャと結婚する。テレサ・ブルは、ホセ・デ・ブル・イ・デ・モラとマリアナ・デ・サンプソ・イ・ダレマニ・デスカリャの娘である。